# -遥か-
「-遥か-」（はるか）は、TOKIOの42作目のシングル。2010年6月16日にJ Stormから発売された。

## 概要
表題曲「-遥か-」はTUBE前田亘輝と春畑道哉から楽曲提供を受けた、夏をイメージした楽曲である。通常盤に収録されているカップリング曲の「DASH VILLAGE」はインストゥルメンタルの楽曲となっている。
通常盤のほかに、ジャケットと付属DVDの表題曲のビデオクリップとメイキングの内容が異なる2種類の初回限定盤の3種類で発売された。

## 収録曲

### CD
※は通常盤のみ収録。
1. -遥か-
作詞：前田亘輝 / 作曲：春畑道哉 / 編曲：山原一浩
  - 日本テレビ系『ザ!鉄腕!DASH!!』"DASH海岸" テーマソング[2]
2. Everlasting※
作詞：阿部祐也 / 作曲・編曲：山原一浩
3. DASH VILLAGE（inst.）※
作曲：長瀬智也 / 編曲：KAM
  - 日本テレビ系『ザ!鉄腕!DASH!!』"DASH村" テーマソング[2]
4. -遥か-（Backing Track）
5. Everlasting（Backing Track）※

### DVD

#### 初回限定盤1
1. 「-遥か-」Video Clip （story ver.） & Making

#### 初回限定盤2
1. 「-遥か-」Video Clip （various beaches ver.） & Making